# Tường Văn
Bùi Tường Văn (sinh ngày 3 tháng 10 năm 1979) là một nhạc sĩ, ca sĩ người Việt Nam.

## Tiểu sử
Tường Văn, tên thật là Bùi Tường Văn sinh ra và lớn lên ở Hà Nội trong một gia đình có bố mẹ là những người làm nghệ thuật, Bố là Giáo sư - Nghệ sĩ Nhân dân Bùi Gia Tường, mẹ vốn là cựu diễn viên múa .
Tường Văn vào học khoa violon Nhạc viện Hà Nội từ năm 1986. Năm 1993, anh tốt nghiệp violon và học tiếp khoa nhạc nhẹ hệ trung cấp .
Năm 2009, anh lập gia đình. Vợ của anh không trong giới nghệ sĩ .

## Sự nghiệp
Năm 1998, Tường Văn tham gia nhóm Quả Dưa Hấu cùng với Bằng Kiều, Anh Tú, Tuấn Hưng, do nhạc sĩ Ngọc Châu đỡ đầu. Sau khi ban nhạc giải thể, không vào Nam như Tuấn Hưng , Tường Văn ở lại Hà Nội sống và làm việc. Anh trong biên chế Nhà hát Tuổi Trẻ, sáng tác, dàn dựng cho nhà hát , chơi piano . Ngoài ra cuối năm 2011, anh từng làm giám khảo cuộc thi Tìm kiếm tài năng – Vietnam's Got Talent mùa đầu tiên trong một số buổi thi , cũng như tham gia nhóm casting cho chương trình Vietnam Idol. Tuy nhiên việc làm giám khảo của anh không thành công .
Bên cạnh việc sáng tác, dàn dựng cho nhà hát, Tường Văn còn làm công việc phối khí, sáng tác khí nhạc và một thời từng là nhà sản xuất mát tay, cho ra lò những cái tên khá nổi tiếng trong làng nhạc như Lệ Quyên, Kim, Trà My Angel .

### Sáng tác
Đến thời điểm đầu năm 2007, Tường Văn đã có gần 70 ca khúc, trong đó có nhiều bài hit. Thời gian đầu một số ca khúc của anh mang âm hưởng nhạc Trung Quốc, tuy nhiên sau này anh đã định hình được phong cách sáng tác riêng của mình . Phần nhiều các sáng tác của anh đều thuộc loại trữ tình, hơi hướng cổ điển, giai điệu dễ nghe, ca từ gần gũi .
Tường Văn có nhiều ca khúc được các ca sĩ nổi tiếng thể hiện thành công như Thôi đừng chiêm bao (Lê Quyên), Đêm lao xao (Phương Thanh), Tự khúc mùa đông (Lam Trường), Giấc mơ tình yêu (Mỹ Tâm), Rồi mai thức giấc (Tuấn Hưng), Tiếng gió xôn xao (Đàm Vĩnh Hưng), Mùa đông xa vắng (Phương Thanh), Nơi thời gian ngừng lại (Phương Thanh)...
Album đầu tay của Tường Văn có tên Hai Thế giới , ra mắt vào đầu năm 2006 . Album thứ hai của anh có tên Giấc Mơ, gồm những tác phẩm có chủ đề về giấc mơ. Đa số bài hát trong album này từng được khán giả biết đến, giờ được các ca sĩ trẻ thể hiện. Album thứ ba của anh, Thiên Sứ Tình Yêu (năm 2007), là tập hợp tám ca khúc lãng mạn về tình yêu .
Một số ca khúc được nhạc sĩ sáng tác như: Chiều vắng, Niềm tin, Như một dòng sông, Điều ước, Có bao giờ thấy lại, Con đường tình yêu, Cõi mơ dịu êm, Đã qua, Hạnh phúc, Mong chờ, Thuyền giấy, Nơi thời gian ngừng lại, Thoáng ngày xưa, Thu xa, Về nơi hạnh phúc, Dấu vết hát...
Một số sáng tác nổi bật trong thời gian 2009-2012 của Tường Văn có: Để lại mùa đông (Tôn Thất Sơn), Ngày mai anh đón em (Tôn Thất Sơn), Biết đến bao giờ (Lệ Quyên)
Ngoài ra anh còn có một số nhạc phẩm cho trẻ em như: Phá cỗ Trung Thu, Chú chó Lucky, Gà trống, Những chú kiến đi đâu, Trái đất diệu kỳ, Suốt đời cho con, Tôi có một gia đình, Con ơi...